# Maciejówka (nakrycie głowy)

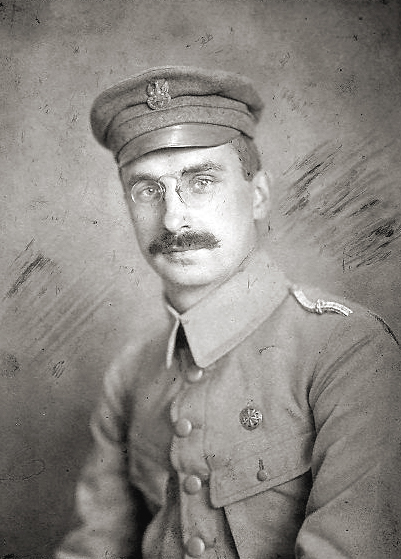
Kazimierz Sosnkowski w maciejówce, 1915

Maciejówka – męska czapka z okrągłym denkiem wykonana z sukna. Nad sztywnym daszkiem znajdował się pasek lub sznur. W końcu XIX i w wieku XX noszona na wsiach, a w okresie I wojny światowej i powojennym przez członków organizacji strzeleckich i żołnierzy Legionów Polskich.
Maciejówka swoją nazwę zawdzięcza hrabiemu Maciejowi Mielżyńskiemu, który kazał ją uszyć na swoje specjalne zamówienie. Czapkę tę nosił również Józef Piłsudski, w tym nakryciu głowy został sportretowany m.in. przez Wojciecha Kossaka (Piłsudski na kasztance, 1928). 
Powołana w grudniu 1918 roku Komisja Ubiorcza opracowywała projektu jednolitego polskiego munduru wojskowego. W jej gestii było też określenie przyszłego nakrycia głowy żołnierza polskiego. Maciejówka jako czapka pochodzenia niemieckiego nie cieszyła się specjalnym uznaniem w społeczeństwie. Przypisywano jej pochodzenie chłopskie a nie wojskowe.
Miała ona swych obrońców wśród byłych żołnierzy I Brygady Legionów. W 1916 roku była ona symbolem buntu antyaustriackiego. Na znak solidarności z I Brygadą żądającą deklaracji w sprawie polskiej, żołnierze z pozostałych brygad zrywali austriackie oznaki stopni i odrzucali rogatywki, zastępując je maciejówkami. Sprawę maciejówki jako tańszej popierał też Departament Gospodarczy MSWojsk. Ostatecznie „zwyciężyła” rogatywka. Obecnie maciejówka używana jest w mundurze wyjściowym służby leśnej.

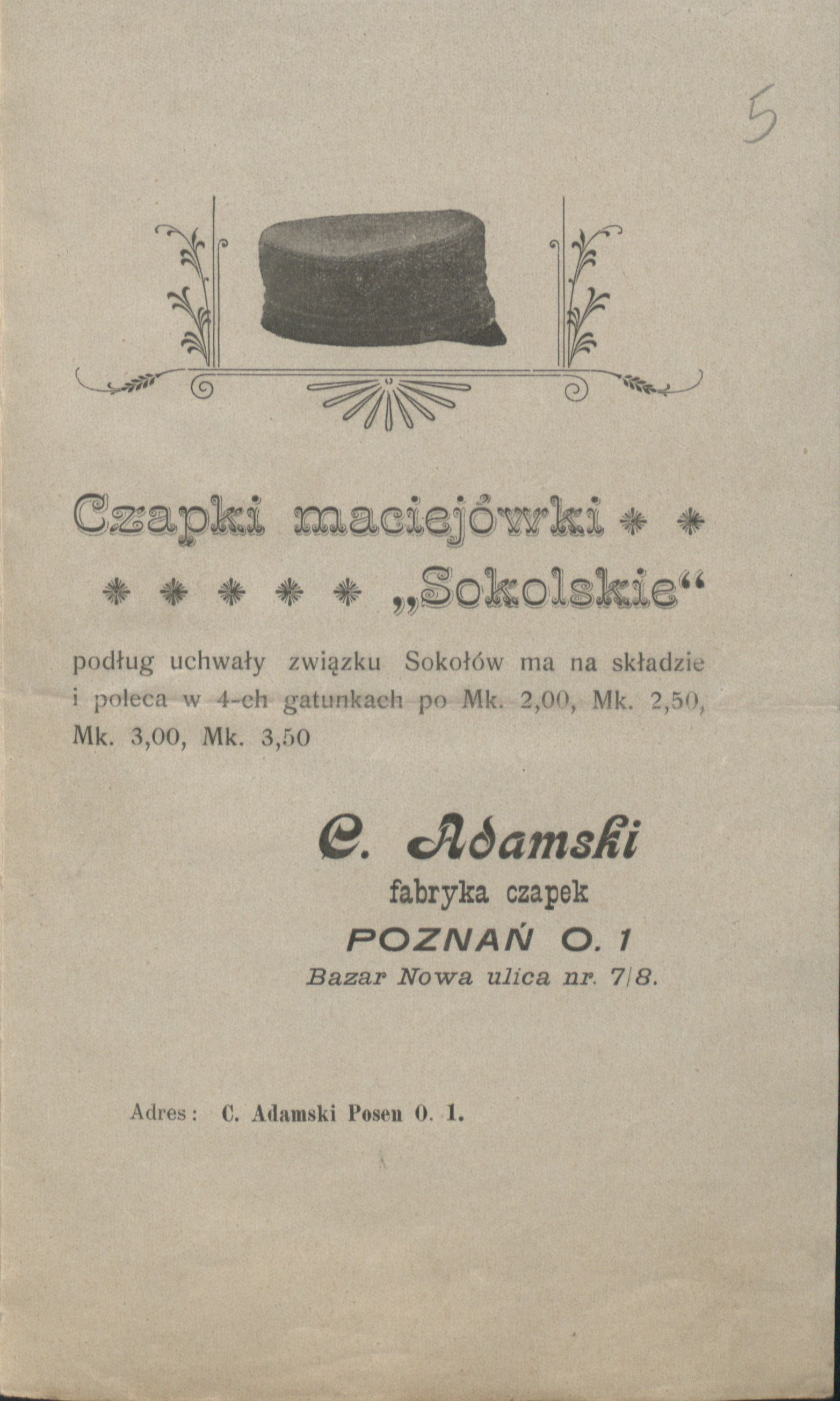
Reklama czapki maciejówki z 1902 r. (ze zbiorów Archiwum Państwowego w Poznaniu)
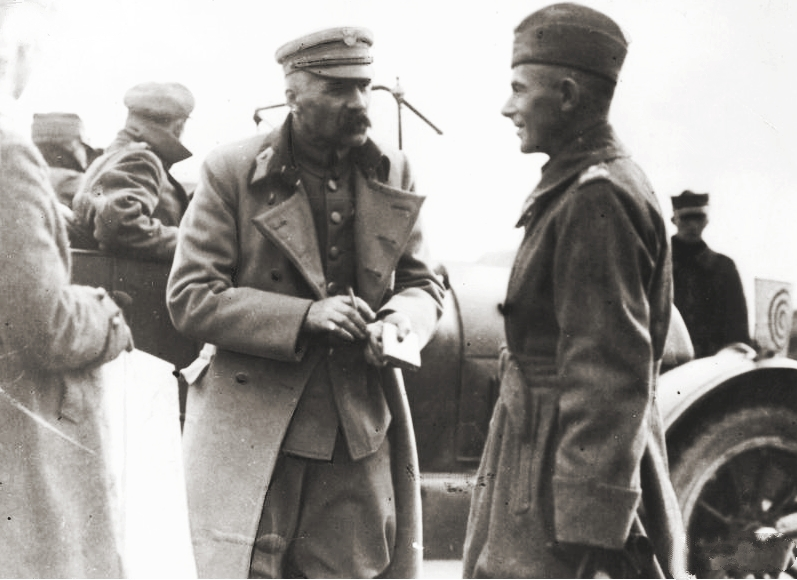
Józef Piłsudski w maciejówce, 1920
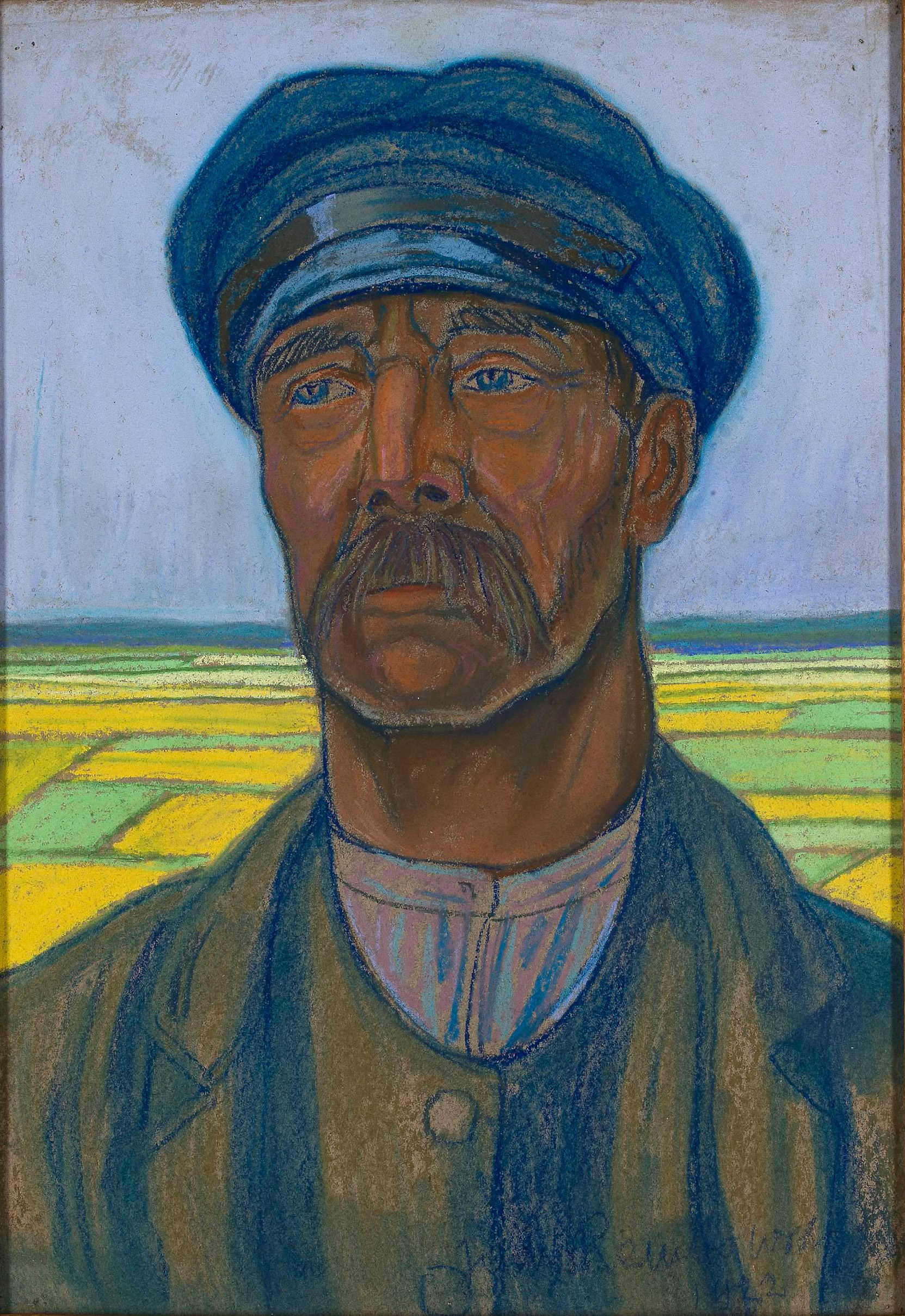
Chłop w maciejówce, pastel Jana Rembowskiego, 1922